# CRACR2A
CRACR2A‏ (Calcium release activated channel regulator 2A) هوَ بروتين يُشَفر بواسطة جين CRACR2A في الإنسان.